# Glaresis medialis
Glaresis medialis is een keversoort uit de familie Glaresidae. De wetenschappelijke naam van de soort is voor het eerst geldig gepubliceerd in 1969 door Gordon.